# روزالي إبرامز
روزالي إبرامز (بالإنجليزية: Rosalie Abrams)‏ هي كاتبة مسرحية وكاتِبة أمريكية، ولدت في 13 أكتوبر 1921 في بيتسبرغ في الولايات المتحدة، وتوفيت في 4 يناير 2010 في آناهايم في الولايات المتحدة بسبب مرض آلزهايمر.